# Битка при Масилия
Битката при Масилия (на латински: Massilia) е обсада и битка по море от 19 април до 6 септември 49 пр.н.е. по времето на гражданската война на Цезар с Помпей. Състои се в Масилия (днес Марсилия) и в Западното Средиземно море.

## Ход на военните действия
Луций Домиций Ахенобарб е изпратен от сената през 49 пр.н.е. за управител в Галия и контролира Масилия на страната на оптиматите, ръководени от Помпей. С 8000 войници Луций Домиций губи в съпротивата против Цезар в Масилия 4000 души.
На страната на популарите са Гай Юлий Цезар, Децим Юний Брут Албин и Гай Требоний и имат 15 000 войници и 3 римски легиони (XVII, XVIII, и XIX). Цезар загубва в битката 1100 души.